# Ballangens kommun
Ballangens kommun (norska: Ballangen kommune) var en kommun i landskapet Ofoten i Nordland fylke i norra Norge. Tätorten Ballangen utgjorde kommunens centralort. Kommunen gränsade i öster mot Narviks kommun, i söder mot Tysfjords kommun, i sydöst mot Gällivare kommun i Sverige och över Ofotfjorden i norr mot Tjelsunds och Evenes kommuner.

## Administrativ historik
Ballangens kommun grundades 1925 genom en delning av Evenes kommun. 1962 tillfördes ett område med 433 invånare från Lødingens kommun.
Den 1 januari 2020 slogs kommunen samman med Narviks kommun.

## Kända personer
- Anni-Frid Lyngstad, popartist och medlem av Abba.

## Bildgalleri

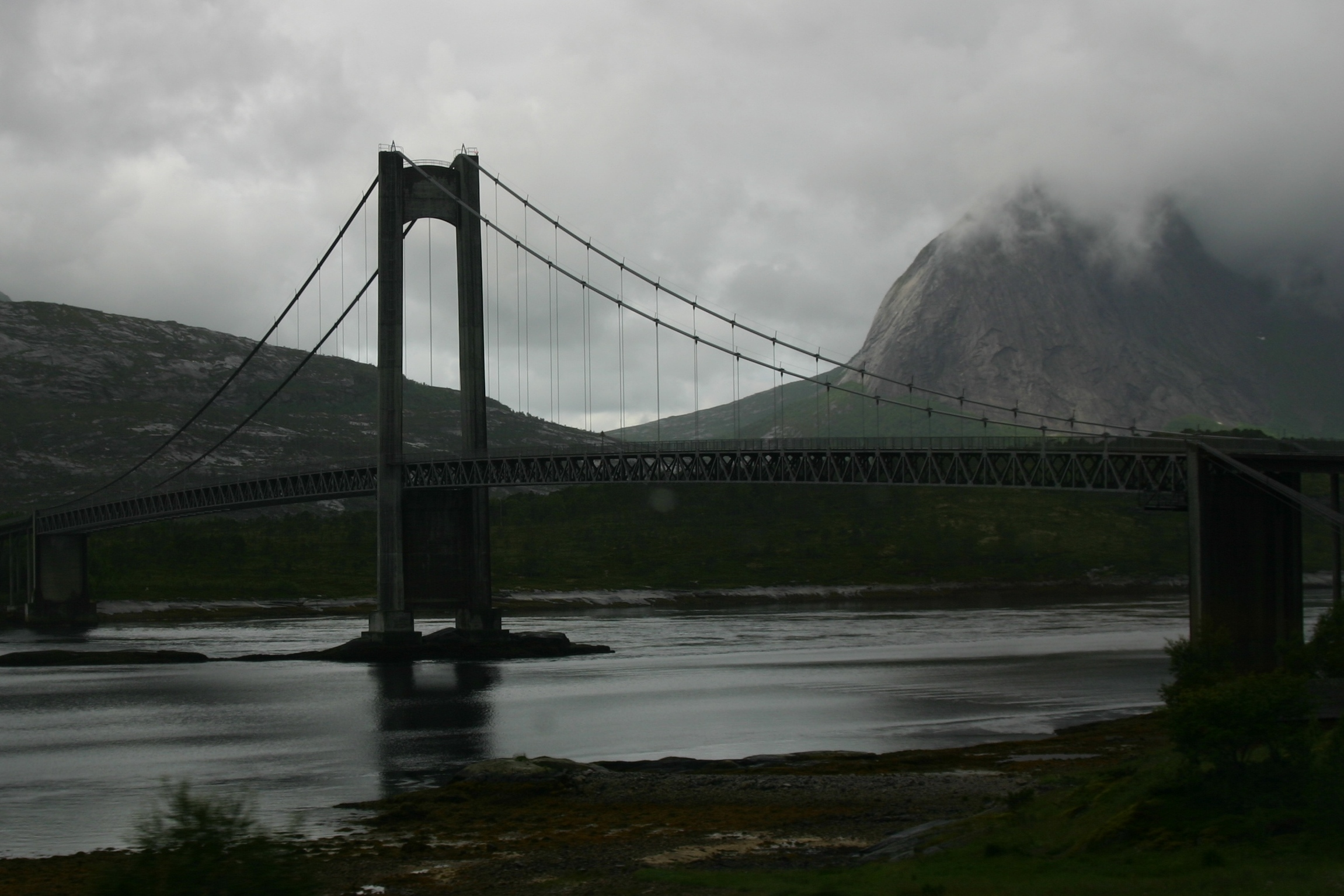
Kjerringstraumens bro.
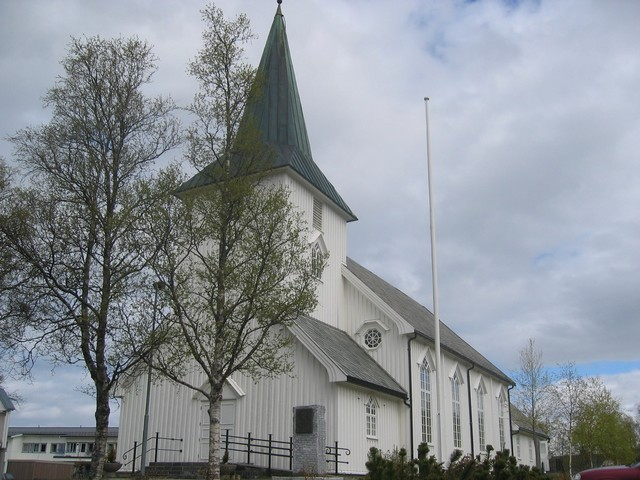
Ballangens kyrka.